# 193. peruť (Izrael)
193. peruť (hebrejsky טייסת 193‎) Izraelského vojenského letectva, také známá jako Peruť námořních vrtulníků, je vrtulníkovou jednotkou určenou ke spolupráci s Izraelským námořnictvem. Dislokována je buď na základně Ramat David nebo Palmachim.